# カートリビジョン
カートリビジョン（Cartrivision）は、1972年に発売されたビデオカセットのフォーマットで、アメリカにおいて最初に入手可能となったビデオカセットフォーマットである。

## 概要
カートリビジョンは1972年6月、 Avcoの子会社であるCartridge Television, Inc. (CTI／カートリッジテレビジョン社) によって発売された。
カートリビジョンはTVセットと一体型であり 、カートリビジョンレコーダはAvcoによって製造されたが、CTIはアドミラル（Admiral）、 パッカードベル, エメルソンラジオ（Emerson Radio）, モンゴメリーワード（Montgomery Ward）、シアーズ（Sears）の各社と生産・開発において協力した。後に2種のカートリビジョンセットが彼らのブランド名で彼らの店で販売された。Montgomery WardのTVはAdmiral シャーシを使用した。全てのMontgomery Wardの航空路線のテレビで使用された。Admiralは独自のカートリビジョンを異なるシャーシで販売した。
最初のカートリビジョンテレビ装置の販売価格は1,350ドルだった。そして人気のある映画を借りることができた。カートリビジョン用のカセットは正方形で、ヨーロッパのみで販売されていたフィリプスのVCRフォーマットのように、2分の1インチ幅のテープが互いに反対方向に収められていたが、録画時間は初期のフィリップスのVCRとは異なり、最大114分だった。3倍録画と3倍速の早送り、逆再生ができた。
カートリビジョンにはレンタルカセットと言われるサービスがあり、『戦場にかける橋』や『招かれざる客』などの映画などをレンタルできた。レンタルカセットはカタログや小売店に注文すればユーザー宅に宅配され、見終わったら返却するシステムであった。これらのレンタルカセットは家庭用カートリビジョンレコーダーでは巻き戻しができず、1度しか見ることができなかった。巻き戻しは小売店から戻ってから特殊な機械で巻き戻しされた。他にもスポーツ、旅行、芸術、ハウツートピックスなどの内容のカセットがレンタルできた。レンタルカセットの色は黒で、カートリビジョンレコーダでは巻き戻しが出来た。オプションでカートリビジョン用白黒カメラがEumigから家庭用に発売された。カラーカメラはCTIの破産前には実現しなかった。
1970年6月、Avco社はカートリビジョンをニューヨークのコンシューマー・エレクトロニクス・ショーで発表した。1972年6月にSears, Macy's,やMontgomery Wardの百貨店で最初に発売された。販売不振で13ヵ月後の1973年7月に生産終了した。倉庫に保管されていたカートリビジョンテープは湿度の為に使い物にならなくなったのが見つかった。
1973年、カートリビジョンの破産後、多くのカートリビジョンTVセットはレコーディング機材、テープや他の部品に分割され、カリフォルニアの部品を扱う小売店や多くの電子趣味人が買った。いくつかは独自の家庭用の装置に仕立てられた。RFモジュレータをつければ、他のTVセットで現在のVTRのように使うことができた。
カートリビジョンはテレビショウWhat's My Line?で1972年に実演された。
この方式の特徴と言える点に、約120°間隔・20Hz回転の3ヘッド、3フィールドごとに2フィールドのフィールドスキップを採用しているということがあげられる。